# DR P2
DR P2 (pełna nazwa: Danmarks Radio Program 2) – duńska rozgłośnia radiowa należąca do publicznego nadawcy Danmarks Radio (DR) i działająca od 1951 roku. Jest rozgłośnią o charakterze kulturalnym: emituje transmisje z wydarzeń artystycznych, słuchowiska i magazyny literackie, a także liczne pasma muzyczne skupiające się na muzyce poważnej, jazzie i muzyce kameralnej. Od 2011 redaktorem naczelnym stacji jest Nikolaj Koppel.
W Danii stacja dostępna jest w analogowym i cyfrowym przekazie naziemnym. Ponadto można jej słuchać w internecie oraz w niekodowanym przekazie z satelitów Astra 4A, Thor 5 oraz Intelsat 903.